# Сан Салваторе Монферато
Сан Салваторе Монферато (итал. San Salvatore Monferrato) је насеље у Италији у округу Алесандрија, региону Пијемонт.
Према процени из 2011. у насељу је живело 3266 становника. Насеље се налази на надморској висини од 217 м.

## Становништво
| 1931. | 1936. | 1951. | 1961. | 1971. | 1981. | 1991. | 2001. | 2011. |
| ----- | ----- | ----- | ----- | ----- | ----- | ----- | ----- | ----- |
| 4.842 | 4.740 | 4.552 | 4.865 | 4.982 | 4.905 | 4.767 | 4.623 | 4.449 |